# رود رووا
رود رووا (انگلیسی: Rova) یک رودخانه در استان مورمانسک کشور روسیه است.